# Cyperus lancastriensis
Cyperus lancastriensis là loài thực vật có hoa trong họ Cói. Loài này được Porter mô tả khoa học đầu tiên năm 1867.